# Liste der Pfarren im Dekanat Innsbruck
Das Dekanat Innsbruck ist ein Dekanat der römisch-katholischen Diözese Innsbruck.
Es umfasst 26 Pfarren und zwei Kaplaneien.

## Pfarren mit Kirchengebäuden
| Pfarre                         | Ort/Stadtteil    | Seelsorgeraum                                                     | Patrozinium                                                        | Kirchengebäude                                                                            | Bild |
| ------------------------------ | ---------------- | ----------------------------------------------------------------- | ------------------------------------------------------------------ | ----------------------------------------------------------------------------------------- | ---- |
| Allerheiligen                  | Hötting West     | Allerheiligen – Kranebitten                                       | Hl. Georg                                                          | Pfarrkirche Allerheiligen                                                                 |      |
| Amras                          | Amras            |                                                                   | Mariä Himmelfahrt                                                  | Pfarrkirche Amras                                                                         |      |
| Arzl                           | Arzl             | Arzl – Mühlau – Saggen                                            | Hll. Johannes der Täufer, Johannes Evangelist und Johannes Nepomuk | Pfarrkirche Arzl Kalvarienbergkirche Arzl                                                 |      |
| Dreiheiligen                   | Dreiheiligen     | Dreiheiligen – St. Jakob                                          | Hll. Sebastian, Rochus, Pirmin und Alexius                         | Dreiheiligenkirche                                                                        |      |
| Guter Hirte                    | Höttinger Au     | Innsbruck West (Petrus Canisius – Guter Hirte – Maria am Gestade) | Guter Hirte                                                        | Pfarrkirche Guter Hirte                                                                   |      |
| Hötting                        | Hötting          | Hötting, Hungerburg, St. Nikolaus                                 | Hll. Ingenuin und Albuin                                           | Neue Höttinger Pfarrkirche Alte Höttinger Pfarrkirche Höttinger Bild                      |      |
| Pfarrvikariat Hungerburg       | Hungerburg       | Hötting, Hungerburg, St. Nikolaus                                 | Hl. Theresia vom Kinde Jesus                                       | Theresienkirche                                                                           |      |
| Kranebitten                    | Kranebitten      | Allerheiligen – Kranebitten                                       | Mariä Heimsuchung                                                  | Pfarrzentrum Kranebitten Alte Kirche Mariä Heimsuchung (Innsbruck)                        |      |
| Maria am Gestade               | Sieglanger       | Innsbruck West (Petrus Canisius – Guter Hirte – Maria am Gestade) | Sieben Schmerzen Mariens                                           | Pfarrkirche Maria am Gestade Wallfahrtskirche Mentlberg                                   |      |
| Maria Hilf                     | Mariahilf        |                                                                   | Mariä Himmelfahrt                                                  | Landschaftliche Pfarrkirche Mariahilf                                                     |      |
| Mühlau                         | Mühlau           | Arzl – Mühlau – Saggen                                            | Hll. Leonhard und Antonius (Einsiedler)                            | Pfarrkirche Mühlau                                                                        |      |
| St. Pius X. – Neu-Arzl         | Olympisches Dorf |                                                                   | Hl. Papst Pius X.                                                  | Pfarrkirche Neu-Arzl                                                                      |      |
| Neu-Pradl                      | Pradl            | Pradl – Neu-Pradl                                                 | Hll. Schutzengel                                                   | Schutzengelkirche                                                                         |      |
| Neu-Rum                        | Neu-Rum          |                                                                   | Auferstehung Jesu Christi                                          | Pfarrzentrum Neu-Rum                                                                      |      |
| Petrus Canisius                | Höttinger Au     | Innsbruck West (Petrus Canisius – Guter Hirte – Maria am Gestade) | Hl. Petrus Canisius                                                | Pfarrkirche Petrus Canisius                                                               |      |
| Pradl                          | Pradl            | Pradl – Neu-Pradl                                                 | Mariä Empfängnis                                                   | Pfarrkirche Pradl                                                                         |      |
| Rum                            | Rum              |                                                                   | Hl. Georg                                                          | Pfarrkirche Rum                                                                           |      |
| Saggen                         | Saggen           | Arzl – Mühlau – Saggen                                            | Unbefleckte Empfängnis                                             | Pfarrkirche Saggen Klosterkirche der Barmherzigen Schwestern                              |      |
| Dompfarre St. Jakob            | Innenstadt       | Dreiheiligen – St. Jakob                                          | Hl. Jakobus der Ältere                                             | Dom zu St. Jakob Herz-Jesu-Kirche Jesuitenkirche Hofkirche Kapuzinerkirche Servitenkirche |      |
| St. Nikolaus                   | St. Nikolaus     | Hötting, Hungerburg, St. Nikolaus                                 | Hll. Nikolaus und Martin                                           | Pfarrkirche St. Nikolaus                                                                  |      |
| St. Norbert                    | Pradl            |                                                                   | Hl. Norbert                                                        | Pfarrkirche St. Norbert                                                                   |      |
| St. Paulus                     | Reichenau        | St. Paulus – St. Pirmin                                           | Hl. Paulus                                                         | Landesgedächtniskirche St. Paulus                                                         |      |
| St. Pirmin                     | Reichenau        | St. Paulus – St. Pirmin                                           | Hl. Pirmin                                                         | St. Pirmin                                                                                |      |
| Universitätspfarre St. Clemens |                  |                                                                   | Hl. Klemens Maria Hofbauer                                         | Johanneskirche                                                                            |      |
| Wilten                         | Wilten           | Wilten – Wilten-West                                              | Mariä Empfängnis                                                   | Wiltener Basilika Stiftskirche Wilten                                                     |      |
| Heilige Familie – Wilten-West  | Wilten           | Wilten – Wilten-West                                              | Hl. Familie                                                        | Pfarrkirche Wilten-West                                                                   |      |

## Kaplaneien mit Kirchengebäuden
| Kaplanei                    | Patrozinium | Kirchengebäude | Bild |
| Landeskrankenhaus Innsbruck | Hl. Kreuz   | Weiße Kapelle (Frauen- und Kopfklinik) Andachtsraum Chirurgie Nikolauskapelle (Kinderzentrum) Kreuzkapelle (Medizinzentrum Anichstraße) |      |
| Innsbruck                   | Hl. Geist   | Spitalskirche |      |